# 南浔路
南浔路是中國上海市虹口区的一條道路，南起黃浦路，北至汉阳路，道路的名字來自浙江湖州南浔。有說法是當時不少湖州南潯人住在南潯路一帶，所以道路就以湖州地名來命名。道路建於19世紀中葉。